# 博林铁路
博林铁路是中国内蒙古自治区牙克石市的一条铁路，起自博克图镇博克图站，接滨洲铁路，终点为塔尔气镇塔尔气站，全长125.1公里。石门子站下行出站方向有中国铁路最大坡——42.5‰。

## 历史
1924年开工建设至苏格河长97公里。逐段展筑。1924年首期工程从沟口铺轨至忠工屯22公里。1932年，日本控制大兴安岭地区，从52公里至112公里（狼峰站），以包工方式，将土方、桥梁、涵洞工程包给了益昌公司和满铁建设事务所，夏季修筑路基，冬季分段铺轨。至1942年全部完工通车。